# Pseudechiniscus megacephalus
Pseudechiniscus megacephalus är en djurart som tillhör fylumet trögkrypare, och som beskrevs av Mihelcic 1951. Pseudechiniscus megacephalus ingår i släktet Pseudechiniscus och familjen Echiniscidae. Inga underarter finns listade i Catalogue of Life.